# Бйорн Андресен
Бйо́рн Ю́хан А́ндресен (швед. Björn Johan Andrésen; 26 січня, 1955, Стокгольм, Швеція) — шведський актор, музикант.

## Біографія
Як слухач відвідував Музичну школу Адольфа Фредрікса (англ. Adolf Fredrik's Music School) у Стокгольмі.

## Кар'єра
Дебютував на великому екрані у 15-річному віці у стрічці «Любовна історія» (En kärlekshistoria, 1970, реж. Рой Андерссон).
Світову популярність Бйорну Андресену принесла роль Тадзіо у знаменитій екранізації оповідання Томаса Манна «Смерть у Венеції» (1971, реж. Лукіно Вісконті).
Наступним фільмом, в якому знявся молодий актор, стала шведська картина «Крута зупинка», яка вийшла на екрани 1977 року, і це була остання головна роль Бйорна. В подальшому він знімався у скандинавському кіно і на шведському телебаченні, записав кілька пісень.
У 1999 році Андресен разом з іншими відомими кінематографістами знявся у документальному фільмі «Лукіно Вісконті» (реж. Карло Лаццані) про творчість італійського режисера Лукіно Вісконті.
Андресен мешкає у Стокгольмі зі своєю дружиною, поетесою Сузанною, і їх донькою Робін.

## Обрана фільмографія
| Рік  |    | Українська назва         | Оригінальна назва      | Роль            |
| ---- | -- | ------------------------ | ---------------------- | --------------- |
| 1970 | ф  | Шведська історія кохання | En kärlekshistoria ... | Приятель Пера   |
| 1971 | ф  | Смерть у Венеції         | Morte a Venezia        | Тадзіо          |
| 1971 | ф  | Крута зупинка            | Bluff Stop             | Стефан          |
| 1992 | кф | Шалаш                    | Kojan                  |                 |
| 1981 | ф  | Нехитре вбивство         | Den enfaldige mördaren | Ангел           |
| 2004 | ф  | Людина-пелікан           | Pelikaanimies          | піаніст         |
| 2004 | с  | Валландер                | Wallander              | Андреас Марнелл |
| 2014 | ф  | Джентльмен               | Gentlemen              | Варг-Ларссон    |
| 2019 | ф  | Сонцестояння             | Midsommar              | Ден             |